# Josef Knosp
Josef Knosp (* 15. März 1891 in Elixhausen; † 31. Jänner 1953 in Wien) war ein österreichischer Politiker (CSP) und Bundesbahnbeamter. Er war von 1919 bis 1934 Abgeordneter zum Salzburger Landtag und von 1932 bis 1934 dessen Präsident. Des Weiteren wirkte er von 1930 bis 1934 Abgeordneter zum Nationalrat, von 1934 bis 1938 Mitglied des Ständischen Salzburger Landtags sowie dessen Präsident und 1934 kurzfristig Landesrat in der Salzburger Landesregierung.

## Ausbildung und Beruf
Knosp besuchte zunächst die Volksschule und arbeitete ab 1912 als Fabrikarbeiter. Er leistete zwischen den Jahren 1912 und 1914 seinen Militärdienst ab und musste danach im Ersten Weltkrieg ab 1914 Kriegsdienst leisten, wobei er in Kriegsgefangenschaft geriet, aus der er erst 1919 zurückkehren konnte. Nach seiner Rückkehr trat er 1919 in den Dienst der Österreichischen Bundesbahnen, wobei er als Verschieber beschäftigt war. 1930 wurde er auf Grund seiner politischen Ämter beurlaubt, 1938 nach der Machtübernahme der Nationalsozialisten in den Ruhestand versetzt. Nach dem Ende des Zweiten Weltkriegs wurde Knosp 1945 bei den Österreichischen Bundesbahnen wiedereingestellt und bis 1953 als Beamter der Generaldirektion der Österreichischen Bundesbahnen in Wien beschäftigt.

## Politik und Funktionen
Knosp engagierte sich von 1928 bis 1931 und von 1933 bis 1938 als Vorsitzender der Salzburger Landeskommission Christlicher Gewerkschaften und war zudem Obmann der Christlichen Eisenbahnergewerkschaft. Er wirkte von 1933 bis 1936 als Landesführer der Christlichen Wehrorganisation „Freiheitsbund“ in Salzburg und war nach 1945 in der Gewerkschaft der Eisenbahner und beim ÖAAB in der Sektion Eisenbahnen politisch aktiv. 1935 wurde ihm das Österreichische goldene Verdienstzeichen verliehen.
Knosp vertrat die Christlichsoziale Partei vom 2. Dezember 1930 bis zum 2. Mai 1934 im Nationalrat (IV. Gesetzgebungsperiode) und war zudem vom 26. Februar 1934 bis zum 31. Oktober 1934 Landesrat in der Salzburger Landesregierung. Danach wurde er am 22. November 1934 Mitglied des Ständischen Salzburger Landtags, wobei er als Vertreter des Handels und Verkehrs nominiert wurde und am selben Tag zum Präsidenten des Ständischen Landtags gewählt worden war. Per 12. März 1938 verlor Knosp seine politischen Ämter infolge der Machtübernahme der Nationalsozialisten.